# Déborah Rodríguez
Déborah Lizeth Rodríguez Guelmo (ur. 2 grudnia 1992 w Montevideo) – urugwajska lekkoatletka specjalizująca się w biegu na 400 metrów przez płotki, uczestniczka igrzysk olimpijskich, rekordzistka kraju.
W 2008 sięgnęła po złoto mistrzostw Ameryki Południowej juniorów młodszych. Rok później została brązową medalistką mistrzostw świata do lat 17 oraz stanęła na najwyższym stopniu podium juniorskich mistrzostw Ameryki Południowej. Wicemistrzyni młodzieżowego czempionatu Ameryki Południowej (2010). Rok później zdobyła brąz seniorskiego czempionatu Ameryki Południowej oraz sięgnęła po złoto w gronie juniorów. Brązowa medalistka mistrzostw panamerykańskich juniorów (2011). W 2012 reprezentowała Urugwaj na igrzyskach olimpijskich w Londynie oraz została młodzieżową mistrzynią Ameryki Południowej. Rok później zdobyła srebrny medal południowoamerykańskich mistrzostw w Cartagena de Indias. Srebrna medalistka mistrzostw ibero-amerykańskich (2014). W 2015 zdobyła dwa złote medale mistrzostw Ameryki Południowej oraz stanęła na najniższym stopniu podium igrzysk panamerykańskich w Toronto. Złota medalistka mistrzostw ibero-amerykańskich (2016) oraz brązowa z mistrzostw Ameryki Południowej (2017). W tym samym roku wzięła udział w światowym czempionacie w Londynie, zajmując odległe miejsce w eliminacjach.
Okazjonalnie występuje także w biegach na 400 i 800 metrów.
Rekord życiowy w biegu na 400 metrów przez płotki: 56,30 (23 sierpnia 2015, Pekin) rekord Urugwaju.

## Osiągnięcia
| Rok  | Impreza                                            | Miejsce             | Konkurencja       | Lokata     | Wynik   |
| ---- | -------------------------------------------------- | ------------------- | ----------------- | ---------- | ------- |
| 2007 | Mistrzostwa świata juniorów młodszych              | Ostrawa             | bieg na 400 m ppł | eliminacje | 58,62   |
| 2008 | Mistrzostwa Ameryki Południowej juniorów młodszych | Lima                | bieg na 400 m ppł | 1. miejsce | 61,27   |
| 2009 | Mistrzostwa Ameryki Południowej                    | Lima                | bieg na 400 m ppł | 4. miejsce | 60,07   |
| 2009 | Mistrzostwa świata juniorów młodszych              | Bressanone          | bieg na 400 m ppł | 3. miejsce | 59,71   |
| 2009 | Mistrzostwa Ameryki Południowej juniorów           | São Paulo           | bieg na 400 m ppł | 1. miejsce | 59,97   |
| 2009 | Mistrzostwa świata                                 | Berlin              | bieg na 400 m ppł | eliminacje | 59,21   |
| 2010 | Młodzieżowe mistrzostwa Ameryki Południowej        | Medellín            | bieg na 400 m ppł | 2. miejsce | 59,76   |
| 2010 | Mistrzostwa ibero-amerykańskie                     | San Fernando        | bieg na 400 m ppł | eliminacje | 60,96   |
| 2010 | Mistrzostwa świata juniorów                        | Moncton             | bieg na 400 m ppł | eliminacje | 60,39   |
| 2011 | Mistrzostwa Ameryki Południowej                    | Buenos Aires        | bieg na 400 m ppł | 3. miejsce | 58,63   |
| 2011 | Mistrzostwa panamerykańskie juniorów               | Miramar             | bieg na 400 m ppł | 3. miejsce | 59,10   |
| 2011 | Mistrzostwa świata                                 | Daegu               | bieg na 400 m ppł | eliminacje | 59,52   |
| 2011 | Mistrzostwa Ameryki Południowej juniorów           | Medellín            | bieg na 400 m ppł | 1. miejsce | 60,60   |
| 2011 | Igrzyska panamerykańskie                           | Guadalajara         | bieg na 400 m ppł | eliminacje | 60,72   |
| 2012 | Mistrzostwa ibero-amerykańskie                     | Barquisimeto        | bieg na 400 m ppł | 8. miejsce | 59,76   |
| 2012 | Igrzyska olimpijskie                               | Londyn              | bieg na 400 m ppł | eliminacje | 57,04   |
| 2012 | Młodzieżowe mistrzostwa Ameryki Południowej        | São Paulo           | bieg na 400 m ppł | 1. miejsce | 57,36   |
| 2013 | Mistrzostwa Ameryki Południowej                    | Cartagena de Indias | bieg na 400 m ppł | 2. miejsce | 58,06   |
| 2014 | Igrzyska Ameryki Południowej                       | Santiago            | bieg na 400 m ppł | 1. miejsce | 56,60   |
| 2014 | Mistrzostwa ibero-amerykańskie                     | São Paulo           | bieg na 400 m ppł | 2. miejsce | 57,56   |
| 2014 | Młodzieżowe mistrzostwa Ameryki Południowej        | Montevideo          | bieg na 400 m ppł | 1. miejsce | 58,49   |
| 2015 | Mistrzostwa Ameryki Południowej                    | Lima                | bieg na 400 m ppł | 1. miejsce | 56,33   |
| 2015 | Igrzyska panamerykańskie                           | Toronto             | bieg na 400 m ppł | 3. miejsce | 56,41   |
| 2015 | Mistrzostwa świata                                 | Pekin               | bieg na 400 m ppł | półfinał   | 56,47   |
| 2016 | Mistrzostwa ibero-amerykańskie                     | Rio de Janeiro      | bieg na 400 m ppł | 1. miejsce | 57,22   |
| 2016 | Igrzyska olimpijskie                               | Rio de Janeiro      | bieg na 800 m     | eliminacje | 2:01,86 |
| 2017 | Mistrzostwa Ameryki Południowej                    | Asunción            | bieg na 400 m ppł | 3. miejsce | 2:07,41 |
| 2017 | Mistrzostwa świata                                 | Londyn              | bieg na 400 m ppł | eliminacje | 57,61   |
| 2018 | Igrzyska Ameryki Południowej                       | Cochabamba          | bieg na 800 m     | 1. miejsce | 2:16,21 |
| 2019 | Mistrzostwa Ameryki Południowej                    | Lima                | bieg na 800 m     | 1. miejsce | 2:02,68 |
| 2019 | Igrzyska panamerykańskie                           | Lima                | bieg na 800 m     | 3. miejsce | 2:01,66 |
| 2019 | Mistrzostwa świata                                 | Doha                | bieg na 800 m     | eliminacje | 2:03,80 |
| 2021 | Mistrzostwa Ameryki Południowej                    | Guayaquil           | bieg na 800 m     | 1. miejsce | 2:03,38 |
| 2021 | Igrzyska olimpijskie                               | Tokio               | bieg na 800 m ppł | półfinał   | 2:01,76 |
| 2022 | Halowe mistrzostwa Ameryki Południowej             | Cochabamba          | bieg na 800 m     | 1. miejsce | 2:18,23 |
| 2022 | Mistrzostwa ibero-amerykańskie                     | La Nucia            | bieg na 800 m     | 1. miejsce | 2:02,53 |
| 2022 | Mistrzostwa świata                                 | Eugene              | bieg na 800 m     | eliminacje | 2:03,04 |
| 2022 | Igrzyska Ameryki Południowej                       | Asunción            | bieg na 800 m     | 1. miejsce | 2:08,14 |
| 2023 | Mistrzostwa Ameryki Południowej                    | São Paulo           | bieg na 800 m     | 2. miejsce | 2:03,94 |
| 2023 | Igrzyska panamerykańskie                           | Santiago            | bieg na 800 m     | 2. miejsce | 2:02,88 |
| 2024 | Mistrzostwa ibero-amerykańskie                     | Cuiabá              | bieg na 800 m     | 3. miejsce | 2:03,32 |